# Epigenese
Epigenese oder Epigenesis (altgriechisch ἐπιγένησις epigénēsis, deutsch ‚nachträgliche Entstehung‘) ist eine Bezeichnung für die Herausbildung neuer Strukturen aus ungeformter Materie bei der Entwicklung eines Lebewesens. Sie wurde im 18. Jahrhundert von Caspar Friedrich Wolff (Theoria generationis, 1759) in der Auseinandersetzung mit der damals herrschenden Präformationslehre eingeführt. Ähnliche Ansichten lassen sich bis in die Antike (Aristoteles) zurückverfolgen.

## Vorgeschichte
Aristoteles untersuchte die Entwicklung des Hühnchens im Ei und beobachtete, dass der Dotter anfangs noch ungeformte Materie ist und sich dann nach und nach die verschiedenen Teile des Kükens ausbilden. Dabei dachte er Materie und Form als zusammenwirkende Ursachen: die Materialursache (causa materialis) und die Formursache (causa formalis). Ein neuer Organismus entsteht nach Aristoteles aus der Vereinigung des flüssigen „Samens“ beider Eltern, wobei er den weiblichen Samen im Menstruationsblut sah. Dieses identifizierte er als die Materialursache, den männlichen als die Formursache. Letzterer erzeugt aus dem ersteren das neue Lebewesen. Hinzu kommt die Wirkung der Seele, die jedes Lebewesen – im Unterschied zu toten Körpern – von Anfang an besitzt und die seine Entwicklung steuert.
Die aristotelische Auffassung einer sukzessiven Herausbildung des Embryos aus einer anfangs ungeformten Masse wurde durch das Christentum übernommen und bis in die Neuzeit weitergetragen. Allerdings verbindet sich nach der traditionellen christlichen Auffassung (so bei Augustinus und bei Thomas von Aquin) die Seele erst nach einiger Zeit mit dem sich heranbildenden Embryo, beim Menschen um den 40. Tag der Schwangerschaft. Erst durch die Beseelung wird das bis dahin nur tierische Gemisch von Flüssigkeiten menschlich.
Eine systematische Untersuchung der Entwicklung des Hühnchens legte erstmals Ulisse Aldrovandi in seiner Ornithologia (1599) vor. Er bestätigte darin die Darstellung des Aristoteles. Mit einer bis dahin nicht gekannten Genauigkeit beschrieb William Harvey in seinen Exercitationes de generatione animalium (Übungen über die Erzeugung der Tiere, 1651) ebenfalls beim Hühnchen, wie aus einer homogenen Ausgangssubstanz (primordium) allmählich die späteren Organe hervorgehen. Dabei postulierte er ein allgegenwärtiges formendes Prinzip, einen „göttlichen Architekten“, der diesen Vorgang bewirke.

## Aufkommen der Präformationslehre

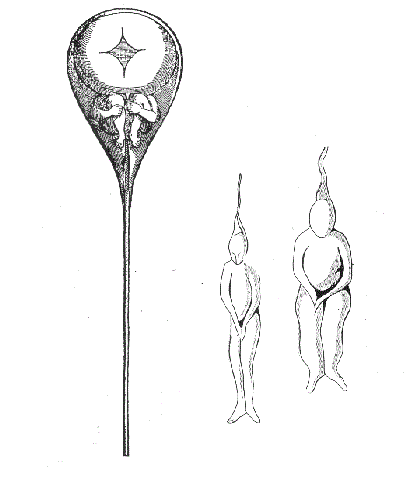
Zeichnungen von menschlichen Spermien, Nicolas Hartsoeker (1695)

Im Jahre 1677 publizierte Antoni van Leeuwenhoek im Rahmen seiner aufsehenerregenden Untersuchungen mit dem Mikroskop – Leeuwenhoek war für die mit Abstand besten Mikroskope seiner Zeit bekannt – Zeichnungen winziger „Samentierchen“ (Spermatozoen), die er im Sperma verschiedener Säugetiere entdeckt hatte, zusammen mit Zeichnungen entsprechender „Tierchen“ (animalculi) aus menschlichem Sperma, die der Medizinstudent Johan Ham angefertigt hatte. Hams fantasievolle Zeichnungen, in denen die Spermien wie vorgeformte (präformierte) „Menschlein“ erschienen, lösten eine Debatte aus, in deren Verlauf die bisherigen, auf Aristoteles zurückgehenden Vorstellungen gegen Ende des 17. Jahrhunderts in der Wissenschaft durch die Präformationslehre abgelöst wurden. In der Folge wurde nur noch darum gestritten, ob der vorgebildete Keim im Spermium zu sehen sei, wie es die Animalkulisten behaupteten, oder stattdessen im Ei. Als hervorragender Beweis für diese ovistische These galt der Nachweis Charles Bonnets im Jahre 1740, dass weibliche Blattläuse sich ohne Männchen fortpflanzen können (Jungfernzeugung oder Parthenogenese).

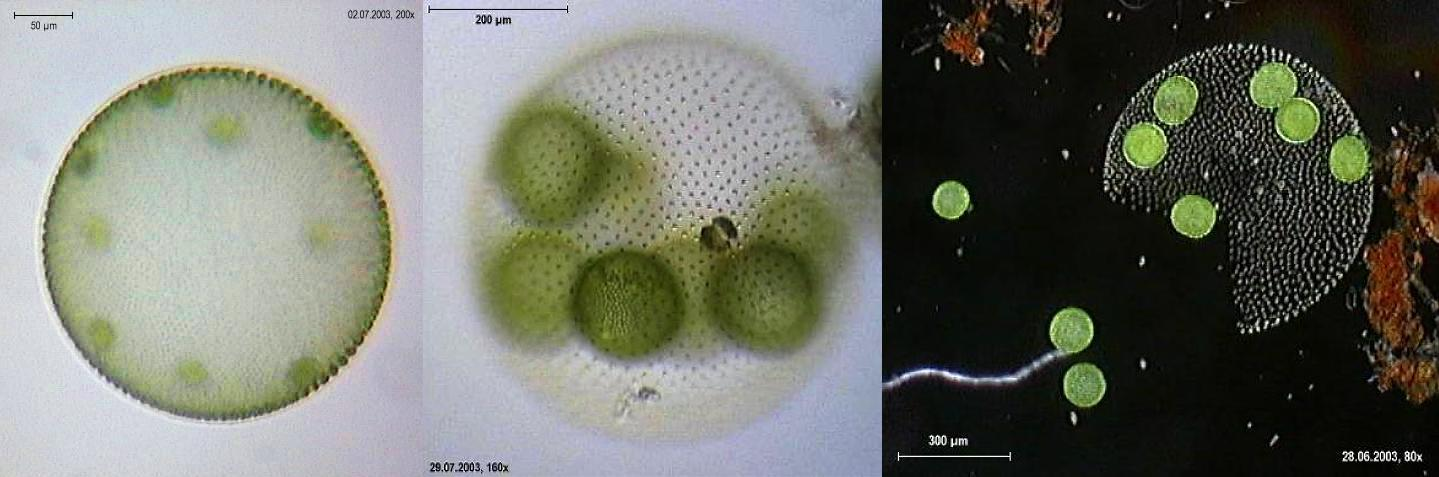
Kugelalgen (Volvox aureus)

Zu der Überzeugungskraft derartiger vermeintlicher Beweise für die Präformation kam hinzu, dass die bis dahin angenommene Urzeugung – die spontane Bildung von Lebewesen aus totem Material – für komplexe Organismen im späten 17. Jahrhundert aufgrund der Experimente von Francesco Redi und Anderen sehr zweifelhaft geworden war. Entsprechend hielt man auch nicht mehr für möglich, was Harvey behauptet hatte, und seine Arbeit wurde als unwissenschaftlich abgetan. Dahinter stand der damals noch allgemeine Glaube an die alttestamentliche Schöpfungsgeschichte und die Überzeugung, dass die Entstehung (Erschaffung) der Lebewesen für den Menschen nicht verstehbar sei. Man nahm nun an, dass Gott alle bisherigen und künftigen Generationen der Lebewesen schon bei der Erschaffung der Welt mit erschaffen habe und dass alle Generationen ineinander eingeschachtelt seien und sich nur noch entfalten müssten. Ein besonders augenscheinlicher Beweis dafür war die Kugelalge Volvox, bei der mehrere Generationen ineinandergeschachtelt sein können.

## Probleme und Kontroversen
Ein großes Problem der Präformationslehre bestand darin, dass die Nachkommen nicht bei beiden Eltern zugleich eingeschachtelt sein konnten. Auch war schon seit der Antike bekannt, dass Maultiere Merkmale beider Eltern aufweisen. Anhand dieses Beispiels und dem der „Mulatten“ kritisierte als Erster Pierre Louis Moreau de Maupertuis im Jahre 1744 diese Lehre. Er betonte, dass beide Eltern gleichwertig zu den Merkmalen der Nachkommen beitragen, sowohl die Animalkulisten als auch die Ovisten daher im Irrtum seien, und kehrte zur Lehre von den beiden Samenflüssigkeiten zurück. 1749 veröffentlichte René-Antoine Ferchault de Réaumur eine Arbeit über die Vererbung der Sechsfingrigkeit beim Menschen, in der er zu dem Ergebnis kam, dass diese Missbildung sowohl vom Vater als auch von der Mutter stammen konnte. Er merkte an, „dass diese Fakten offenbar ungünstig für die Präexistenz der Anlagen sind.“ Joseph Gottlieb Kölreuter (1761) stellte bei Kreuzungsversuchen mit verschiedenen Tabak-Arten ebenfalls fest, dass die Nachkommen Merkmale beider Eltern hatten. Ein weiteres Problem stellten die Regenerationsfähigkeiten mancher Tiere dar, etwa das Nachwachsen eines verlorenen Schwanzes bei Eidechsen oder die Neubildung verlorener Scheren bei Krebsen. Und als Sensation wurde der Bericht Abraham Trembleys (1744) aufgenommen, der Süßwasserpolypen (Hydra) in viele Teile zerschnitt und aus jedem Teil einen neuen Polypen hervorgehen sah.
Dennoch blieb die Präformationslehre im 18. Jahrhundert weitgehend unangefochten. Auch als Caspar Friedrich Wolff 1759 und 1768/69 wiederum detaillierte embryologische Untersuchungen vorlegte, mit denen er die Epigenese aus heutiger Sicht klar bewies, überzeugte das seine Zeitgenossen nicht. Erst Johann Wolfgang von Goethes Versuch die Metamorphose der Pflanzen zu erklären (1790), in dem er die sukzessive Herausbildung verschieden gestalteter Blätter bei einjährigen Blütenpflanzen beschrieb, wurde allgemein positiv aufgenommen. 1796 prägte Goethe den Begriff Morphologie, den er als Verwandlungslehre definierte: „Die Gestalt ist ein bewegliches, werdendes, ein vergehendes.“
Im Bereich der Zoologie gelang es erst im 19. Jahrhundert den Embryologen Christian Heinrich Pander (1817) und Karl Ernst von Baer (1828), dem epigenetischen Charakter der Embryonalentwicklung allgemeine Anerkennung zu verschaffen und damit die präformistischen Vorstellungen zu überwinden.